# Classe Sonya
La classe Sonya (Progetto 1265 Yakhont secondo la designazione sovietica) fu una classe di dragamine costieri della Voenno-morskoj flot, composta da 86 unità di due serie distinte entrate in servizio a partire dai primi anni 1970.
I Sonya hanno uno scafo di legno con ricopertura in GRP (vetroresina); la soluzione, per massimizzare l'efficacia della resistenza strutturale, è stata escogitata dopo un importante precedente: infatti già negli anni 1960, molto prima delle classi occidentali come i Lerici o i Tripartite, i sovietici sperimentarono la classe Zhenya totalmente in GRP, ma i 3 esemplari, troppo avanzati per i tempi, non diedero buon esito.
Un gran numero di unità è ancora oggi in servizio con la Marina militare della Federazione Russa, ma diverse altre sono state esportate in nazioni amiche e alleate o trasferite agli Stati ex sovietici:
- Azerbaigian: tre unità cedute alla Azərbaycan hərbi dəniz qüvvələri nel 1992, ancora in servizio.
- Bulgaria: quattro unità cedute alla Voennomorski sili na Bălgarija nel 1985, radiate dal servizio entro il 2008.
- Cuba: quattro unità cedute alla Marina de Guerra Revolucionaria nel 1980, ancora in servizio.
- Governo di transizione dell'Etiopia: una unità ceduta alla Marina militare etiope nel 1991, radiata nel 1996.
- Siria: due unità cedute alla Al-Bahriyya al-'Arabiyya al-Sūriyya nel 1984, ancora in servizio.
- Ucraina: due unità cedute alla Marina militare ucraina nel 1992, radiate dal servizio entro il 2012.
- Vietnam: quattro unità cedute alla Hải quân nhân dân Việt Nam nel 1985, ancora in servizio.